# Grand Prix Impanis-Van Petegem 2016
Le Grand Prix Impanis-Van Petegem 2016 est une course cycliste d'un jour de catégorie 1.HC disputé le 17 septembre de Brakel à Boortmeerbeek en Belgique.

## Présentation

### Équipes[1]
| WorldTeams (6)- BMC Racing Team - Lotto-Soudal - Etixx-Quick Step - Orica-BikeExchange - Katusha - Lotto NL-Jumbo Équipes continentales professionnelles (9)- Direct Énergie - Fortuneo-Vital Concept - Roompot-Oranje Peloton - Stölting Service Group - Topsport Vlaanderen-Baloise - Wanty-Groupe Gobert - Wilier Triestina-Southeast - Delko-Marseille Provence-KTM - Team Roth Équipes continentales (5)- Color Code-Arden'Beef - Crelan-Vastgoedservice - Veranclassic-Ago - Verandas Willems - Wallonie Bruxelles-Group Protect |
| |

### Classement général
| \| Classement général \| Classement général \| Classement général \| Classement général \| Classement général \| \| Coureur \| Coureur \| Pays \| Équipe \| Temps \| \| ------------------ \| ------------------------- \| ------------------ \| -------------------------------- \| ------------------ \| \| 1er \| Fernando Gaviria \| Colombie \| Etixx-Quick Step \| 4 h 37 min 20 s \| \| 2e \| Timothy Dupont \| Belgique \| Verandas Willems \| + 0 s \| \| 3e \| Maximiliano Richeze \| Argentine \| Etixx-Quick Step \| + 0 s \| \| 4e \| Tom Van Asbroeck \| Belgique \| LottoNL-Jumbo \| + 0 s \| \| 5e \| Magnus Cort Nielsen \| Danemark \| Orica-BikeExchange \| + 0 s \| \| 6e \| Alexander Porsev \| Russie \| Katusha \| + 0 s \| \| 7e \| Kevyn Ista \| Belgique \| Wallonie Bruxelles-Group Protect \| + 0 s \| \| 8e \| Robin Stenuit \| Belgique \| Wanty-Groupe Gobert \| + 0 s \| \| 9e \| Michael Carbel Svendgaard \| Danemark \| Stölting Service Group \| + 0 s \| \| 10e \| Marco Haller \| Autriche \| Katusha \| + 0 s \| |                           |           |                                  |                 |
| |                           |           |                                  |                 |
| Source : ProCyclingStats |                           |           |                                  |                 |
| Classement général |                           |           |                                  |                 |
| Coureur | Coureur                   | Pays      | Équipe                           | Temps           |
| 1er | Fernando Gaviria          | Colombie  | Etixx-Quick Step                 | 4 h 37 min 20 s |
| 2e | Timothy Dupont            | Belgique  | Verandas Willems                 | + 0 s           |
| 3e | Maximiliano Richeze       | Argentine | Etixx-Quick Step                 | + 0 s           |
| 4e | Tom Van Asbroeck          | Belgique  | LottoNL-Jumbo                    | + 0 s           |
| 5e | Magnus Cort Nielsen       | Danemark  | Orica-BikeExchange               | + 0 s           |
| 6e | Alexander Porsev          | Russie    | Katusha                          | + 0 s           |
| 7e | Kevyn Ista                | Belgique  | Wallonie Bruxelles-Group Protect | + 0 s           |
| 8e | Robin Stenuit             | Belgique  | Wanty-Groupe Gobert              | + 0 s           |
| 9e | Michael Carbel Svendgaard | Danemark  | Stölting Service Group           | + 0 s           |
| 10e | Marco Haller              | Autriche  | Katusha                          | + 0 s           |

## UCI Europe Tour
Le Grand Prix Impanis-Van Petegem 2016 est une course faisant partie de l'UCI Europe Tour 2016 en catégorie 1.HC, les 40 meilleurs temps du classement final emporte donc de 200 à 3 points.
| Position | 1er | 2e  | 3e  | 4e  | 5e  | 6e  | 7e  | 8e  | 9e  | 10e | 11e | 12e | 13e | 14e | 15e | 16e | 17e | 18e | 19e | 20e |
| -------- | --- | --- | --- | --- | --- | --- | --- | --- | --- | --- | --- | --- | --- | --- | --- | --- | --- | --- | --- | --- |
| PTS UCI  | 200 | 150 | 125 | 100 | 85  | 70  | 60  | 50  | 40  | 35  | 30  | 25  | 20  | 15  | 10  | 5   | 5   | 5   | 5   | 5   |
| Position | 21e | 22e | 23e | 24e | 25e | 26e | 27e | 28e | 29e | 30e | 31e | 32e | 33e | 34e | 35e | 36e | 37e | 38e | 39e | 40e |
| PTS UCI  | 5   | 5   | 5   | 5   | 5   | 5   | 5   | 5   | 5   | 5   | 3   | 3   | 3   | 3   | 3   | 3   | 3   | 3   | 3   | 3   |